# Mauricio Dinamarca
Mauricio Hernán Dinamarca Hidalgo (Rancagua, Chile, 9 de febrero de 1976) es un exfutbolista chileno. Obtuvo tres títulos de la Primera División de Chile con Cobreloa y uno con Unión Española.

## Clubes
| Club                 | País     | Año       |
| -------------------- | -------- | --------- |
| O'Higgins            | Chile    | 1999-2000 |
| Cobreloa             | Chile    | 2001-2004 |
| Unión Española       | Chile    | 2005      |
| Deportivo Pasto      | Colombia | 2005      |
| Deportes Antofagasta | Chile    | 2006      |
| Ñublense             | Chile    | 2007      |
| San Luis de Quillota | Chile    | 2008      |

## Palmarés

### Campeonatos nacionales
| Título           | Club           | País  | Año    |
| ---------------- | -------------- | ----- | ------ |
| Primera División | Cobreloa       | Chile | 2003-A |
| Primera División | Cobreloa       | Chile | 2003-C |
| Primera División | Cobreloa       | Chile | 2004-C |
| Primera División | Unión Española | Chile | 2005-A |

- Datos: Q6006927